# Émile Cohl
Émile Eugène Jean Louis Courtet, mais conhecido como Émile Cohl (Paris, 4 de janeiro de 1857 - Villejuif, 20 de janeiro de 1938), foi um desenhista e animador, considerado o inventor do desenho animado cinematográfico. Foi aluno do caricaturista André Gill. Criou o curta Fantasmagorie, o primeiro filme de animação da história.